# Alla ricerca di Nemo (videogioco)
Alla ricerca di Nemo (Finding Nemo) è un videogioco per PlayStation 2, PC, Nintendo GameCube, macOS, Xbox e Game Boy Advance, sviluppato da Traveller's Tales e pubblicato dalla THQ. Il gioco è basato sulla trama dell'omonimo film. Il gioco è composto da 18 livelli, ognuno dei quali sbloccabili portando a termine il precedente. Inoltre, se in un livello è stata guadagnata almeno una stella marina, è possibile giocare l'attività bonus che, se superata, farà guadagnare un'ulteriore stella marina. Se in un livello sono state recuperate tutte le stelle marine, si sbloccheranno immagini extra.
Alla fine dei livelli, sono sempre presenti degli spezzoni tratti dal film.
Le musiche sono state composte da Andy Blythe & Marten Joustra.